# Dorothea Rudnick
Pour les articles homonymes, voir Rudnick.
Dorothea Rudnick (17 janvier 1907 - 10 janvier 1990) est une embryologiste américaine, qui a également apporté sa contribution en tant qu'éditrice scientifique et traductrice.

## Jeunesse et éducation
Dorothea Rudnick naît à Oconomowoc (Wisconsin) en 1907, et grandit à Chicago, en Illinois. Son père, Paul Rudnick, était chimiste en chef pour les Laboratoires Armour, et ses deux frères sont devenus physiciens. Lorsqu'elle est élève au lycée Parker, elle remporte le grand prix de 2 500 dollars d'un concours de rédaction parrainé par le Chicago Daily Tribune.
Elle obtient son doctorat à l'université de Chicago en 1931 sous la direction du zoologiste Benjamin Harrison Willier. Sa thèse s'intitule Thyroid Forming Potencies of the Early Chick Blastoderm.

## Carrière
Le Dr Dorothea Rudnick passe la majeure partie de sa carrière académique au Albertus Magnus College, en tant que professeure au département de biologie de 1940 jusqu'à sa retraite en 1977, et en tant que professeure émérite après sa retraite. Elle était également affiliée aux Osborn Memorial Laboratories de l'université Yale, situés à proximité. Parmi ses collaborateurs de recherche figurait le biologiste Viktor Hamburger. Les publications de Rudnick étaient particulièrement remarquées pour les diagrammes cellulaires qu'elle dessinait à la main pour expliquer l'embryogenèse et d'autres processus.
Elle est secrétaire et rédactrice en chef des publications de l'Académie des arts et des sciences du Connecticut, et a longtemps été rédactrice en chef des symposiums publiés par la Society for Developmental Biology. Elle a notamment traduit en 1967 une biographie du biologiste Theodor Boveri, écrite en allemand par Fritz Baltzer.
Dorothea Rudnick reçoit une bourse Guggenheim en 1952.

## Vie personnelle
Dorothea Rudnick mène une vie personnelle quelque peu recluse dans une maison moderne à flanc de colline à Hamden, au Connecticut, conçue en 1956 par l'architecte King-lui Wu. Elle décède à Los Alamos, au Nouveau-Mexique, au début de 1990, juste avant son 83e anniversaire.